# Andrena magunta
Andrena magunta är en biart som beskrevs av Warncke 1965. Andrena magunta ingår i släktet sandbin, och familjen grävbin. Inga underarter finns listade i Catalogue of Life.